# Bornholmer Straße (Film)
Der Film Bornholmer Straße ist eine deutsche Tragikomödie des Regisseurs Christian Schwochow aus dem Jahr 2014. Er zeigt die letzten Stunden vor der Öffnung der Berliner Mauer am 9. November 1989 am Grenzübergang Bornholmer Straße aus der Sicht des Kommandanten Harald Schäfer. Schäfer ist dem Kommandanten Harald Jäger nachempfunden, der den Grenzübergang damals leitete und befahl, die Grenze zu öffnen. Das Drehbuch folgt weitestgehend den tatsächlichen Ereignissen.
Das Erste sendete den Film zum ersten Mal am 5. November 2014, wenige Tage vor dem 25. Jubiläum der Maueröffnung. Am 25. Tag der Deutschen Einheit am 3. Oktober 2015 wurde der Film ebenfalls gezeigt. Zum 30. Jahrestag der Öffnung der Berliner Mauer am 9. November 2019 wurde der Film erneut ausgestrahlt. Zum 35. Jahrestag der Öffnung der Berliner Mauer am 9. November 2024 wurde der Film erneut im rbb ausgestrahlt.

## Handlung
Am Abend des 9. Novembers 1989 richten sich die Grenzsoldaten am Grenzübergang unter dem Kommando von Oberstleutnant Harald Schäfer auf einen gewöhnlichen Nachtdienst ein. Der scheinbare Höhepunkt des Nachtdienstes ist ein West-Ost-„Grenzverletzer“: ein Hund, dessen Aufgreifung zu einem Verwaltungsakt wird.
Beim Abendbrot in der Kantine – die Grenzer haben sich auf einen ruhigen Nachtdienst eingerichtet – sehen sie im DDR-Fernsehen live die Pressekonferenz mit Günter Schabowski, in der dieser mitteilt, dass es ab sofort möglich sei, mit der neuen Reiseregelung (relativ) unkompliziert aus der DDR auszureisen – diese Regelung trete unverzüglich in Kraft. Schäfer telefoniert daraufhin mit seinem vorgesetzten Stasioberst, der auf der alten Visumpflicht besteht, aber nachfragt, ob sich schon Personen an der Grenze eingefunden hätten.
In den folgenden Stunden sammeln sich immer mehr DDR-Bürger vor dem Schlagbaum des Übergangs und fordern immer lauter die Öffnung. Dankbar definiert Schäfer diese Situation als unangemeldete Demonstration, für die nicht mehr er, sondern die Volkspolizei zuständig sei. Doch diese hat auch keine Verhaltensmaßregeln und weist jede Verantwortung von sich. Von seinem vorgesetzten, mittlerweile stark angetrunkenen Stasioberst trotz mehrfacher Telefonate, in denen er immer wieder einen Befehl einfordert, im Stich gelassen, berät sich Harald Schäfer mit seinen Offizieren. Doch diese, teils linientreu, teils selbst komplett überfordert, scheinen auch keine Lösung zu wissen und bleiben vage oder gleich ganz stumm. Die Ausnahme bildet ein Hauptmann, der den Einsatz des „Lilly“ genannten PSL-Scharfschützengewehr durchsetzen will, was Schäfer jedoch unterbindet.
Bei einem Telefonat mit dem Stasi-Oberst und dessen vorgesetztem General kommt die Frage auf, ob Schäfer die Situation überhaupt richtig einschätzen könne oder ob er die Hosen voll habe. Schäfer, der das Gespräch mithört, platzt der Kragen und hält den Telefonhörer aus dem Fenster hinaus – schockiert müssen sowohl der angetrunkene Stasioberst als auch der ihm vorgesetzte General feststellen, dass ihnen die Situation vollends entglitten ist. Nachdem Schäfer den Hörer wieder zu sich genommen hat, stellt er seinerseits schockiert fest, dass sein Vorgesetzter sowie der General hastig aufgelegt haben. Er begreift nun, dass ihn seine Vorgesetzten vollends im Stich lassen.
Schäfer muss also eigenständig handeln: Obwohl es ihm nicht zusteht, ruft er alle zur Verfügung stehenden Männer zum Dienst – durch die besonderen Umstände vor der Grenze kommen aber nur wenige Leute durch. Erstmals hat er in seinem Berufsleben als Grenzer Eigeninitiative gezeigt.
Als einer der Offiziere Maschinenpistolen verteilen lassen will, pfeift Schäfer ihn zurück. Und als ein junger Grenzsoldat Ausreisewillige mit einer Pistole bedroht, verhindert der Kommandant ein Blutvergießen und befiehlt ihn umgehend zum Dienst im Gebäude.
Erst nach 22 Uhr erhalten die Grenzer endlich den ersehnten Befehl vom Stasioberst: Im Rahmen einer „Ventillösung“ sollen die lautesten Protestler durchgelassen, ihre Ausweise allerdings durch Abstempelung auf dem Passfoto ungültig gemacht und die Menschen damit insgeheim ausgebürgert werden. Diese Taktik geht jedoch nicht auf, weil sie die Übrigen in der Menge nur noch mehr anstachelt und gleichzeitig einige Ausgebürgerte wieder in die DDR einreisen wollen. So trifft Harald Schäfer allein die – ihm schwerfallende – Entscheidung, den Schlagbaum zu öffnen und alle Bürger durchzulassen. Es ist schon nach 23 Uhr.
Als die Menschen jubelnd an den Grenzern vorbei strömen, meint Peter Arndt zu Schäfer, dass die DDR nun am Ende sei. Zu guter Letzt erscheint noch der Besitzer des Hundes, der vor den Ereignissen als „Grenzverletzer“ aufgegriffen wurde.
Schäfer geht nach dem Dienst wie gewohnt nach Hause, wo ihn seine Frau begrüßt. Nachdem er sich das Frühstück geholt hat, erzählt er ihr, dass er in dieser Nacht die Grenze aufgemacht habe – seine Frau erwidert jedoch lediglich, dass man damit keine Scherze mache.

## Hintergrund
Der durch die Babelsberger UFA Fiction produzierte ARD-Fernsehfilm zum 25-jährigen Jubiläum der politischen Wende schildert die Ereignisse des Mauerfalls am 9. November an der Bornholmer Straße recht genau. Die Figur „Oberstleutnant Harald Schäfer“ ist der historischen Person Harald Jäger nachempfunden. Der Hauptdarsteller hat sich zur Vorbereitung mit seinem historischen Vorbild mehrfach getroffen. Grundlage des Drehbuchs ist die Dokumentation Der Mann, der die Mauer öffnete. Warum Oberstleutnant Harald Jäger den Befehl verweigerte und damit Weltgeschichte schrieb. Deren Autor Gerhard Haase-Hindenberg hat im Film einen kurzen Auftritt als westdeutscher Fernsehreporter. Ein Kamerateam von Spiegel TV filmte die Stunden an der Grenzübergangsstelle Bornholmer Straße aus Ostberliner Perspektive der Reisewilligen bis zur Grenzöffnung, daher sind die Abläufe besonders gut dokumentiert. Lange Zeit wurde die Öffnung der Grenzübergangsstelle Bornholmer Straße/Bösebrücke für die erste Öffnung der Grenze am 9. November für alle betrachtet, doch der Grenzübergang Waltersdorfer Chaussee im Berliner Süden wurde bereits früher geöffnet, und später erfolgte dies auch an den anderen Übergangsstellen in Berlin.
Das gegen Ende des Filmes von Oberst Kummer gespielte und von Schäfer über Telefon gehörte Lied ist Nur auf die Minute kommt es an, gesungen von Ernst Busch, und stammt aus dem Film Eine von uns (1932).

## Rezeption
Der Film wurde von der Kritik meist wohlwollend aufgenommen, so zum Beispiel in der Frankfurter Allgemeinen Zeitung. Produzent Nico Hofmann schilderte im Nachhinein, das Werk sei beim Filmfest München mit stehenden Ovationen gefeiert worden.
Dagegen lobte die Rheinische Post zwar Charly Hübner, der seiner Hauptfigur „Oberstleutnant Harald Schäfer so viel Tiefgang (gebe), wie es das Drehbuch erlaubt“, und auch die „stärksten Momente“ des Films, wenn er die emotionale „Darstellung der DDR-Bürger, die sich nicht mehr wegschicken lassen“ in den Fokus rücke. Besonders Ulrich Matthes brilliere „als Oberst in der SED-Zentrale am Rande des Wahnsinns.“ Das Blatt monierte aber vor allem:

„Schwochow hat sich aus unerfindlichen Gründen dafür entschieden, die dramatische Nacht an der Grenzanlage als Tragikomödie zu erzählen. Er hätte sich besser an den wahren Krimi gehalten, der sich abspielte. (… Er) konnte oder wollte sich mit der historischen Steilvorlage nicht begnügen. Und so werden in seinem Film die DDR-Grenzleute zu einer Truppe trotteliger Dilettanten und Sprücheklopfer degradiert, die nichts Bedrohliches an sich haben. (…) Die damals durchaus reale Gefahr, dass das Maschinengewehr auf Zivilisten gerichtet worden wäre, wird verballhornt. Die Haltung des Films, der die tollpatschigen Aktionen der hilflosen Grenzer mit alberner Musik untermalt, ist befremdlich.“

„Regisseur Christian Schwochow hat mit der Tragikomödie 'Bornholmer Straße', […] den sanftesten und zugleich riskantesten TV-Film über die Maueröffnung der letzten 25 Jahre gedreht. Schwochow ist Fachmann für die mit der Wiedervereinigung untergegangenen Idyllen der DDR. Für die echten, aber natürlich auch die falschen.“

### Einschaltquoten
Die Erstausstrahlung von Bornholmer Straße am 5. November 2014 wurde in Deutschland von 6,99 Millionen Zuschauern gesehen und erreichte einen Marktanteil von 21,5 % für Das Erste.

## Auszeichnungen
- 2014: Bambi in der Kategorie TV-Ereignis des Jahres

## Theaterfassung
Nach dem Drehbuch von Heide und Rainer Schwochow sowie der 2014 erfolgten Verfilmung von Christian Schwochow formte Jörg Steinberg eine Theaterfassung, die er am 13. November 2015 am neuen theater in Halle (Saale) zur Uraufführung brachte.